# جون كورتاخارينا
جون كورتاخارينا ريدرويلو (بالإسبانية: Jon Kortajarena Redruello)‏‏ (مواليد 19 مايو 1985) عارض أزياء وممثل إسباني، ظهر في العديد من الحملات الدعائية لماركات تجارية عالمية منها روبرتو كافالي، فيرزاتشي، جورجو أرماني، بالي، إترو، تروساردي، ديزل، مانغانو، لاغرفيلد، بيبي جينز ولكن بشكل خاص إتش أند أم، زارا، توم فورد, في 26 يونيو 2009، صنفت فوربس جون كورتاخارينا في المركز 8 ضمن أفضل 10 عارضي أزياء ذكور الأنجح في العالم.

## روابط خارجية
- جون كورتاخارينا على موقع IMDb (الإنجليزية)
- جون كورتاخارينا على موقع ألو سيني (الفرنسية)
- جون كورتاخارينا على موقع أول موفي (الإنجليزية)
- جون كورتاخارينا على موقع قاعدة بيانات الأفلام السويدية (السويدية)
- جون كورتاخارينا على موقع قاعدة بيانات الفيلم (الإنجليزية)
- جون كورتاخارينا على موقع كينوبويسك (الروسية)